# شویبردینگن
شویبردینگن (به آلمانی: Schwieberdingen) یک شهر در آلمان است که در ناحیهٔ لودویگزوبورگ واقع شده‌است.

## خصوصیات
شویبردینگن ۱۱٬۰۱۰ نفر جمعیت دارد.